# McLaren MP4-28
El McLaren MP4-28 es el monoplaza construido por el equipo británico de Fórmula 1 McLaren para competir en la temporada 2013. Es pilotado por Jenson Button y Sergio Pérez.

## Presentación

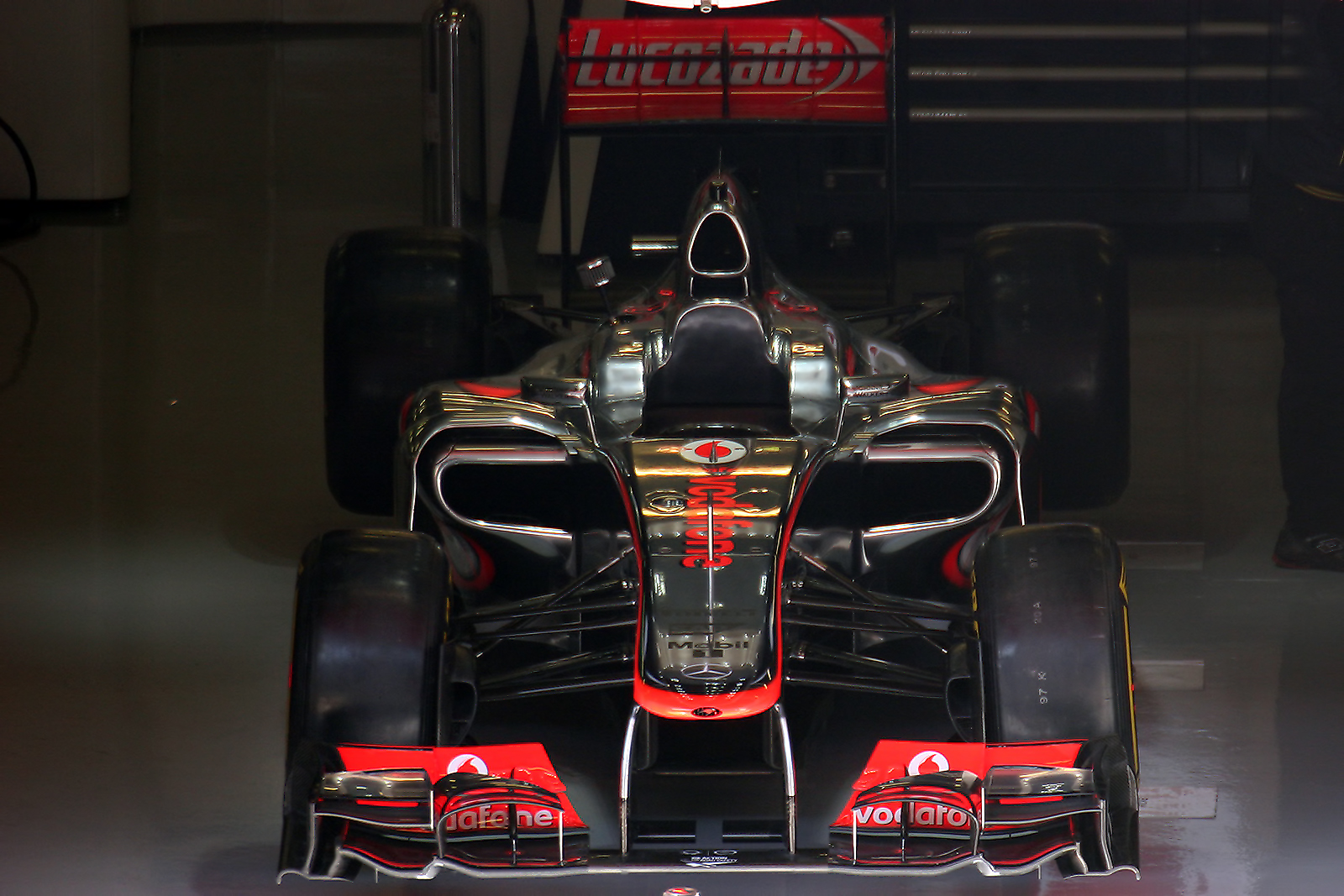
McLaren MP4-28

El MP4-28 fue presentado oficialmente el 31 de enero en las instalaciones del equipo en Woking, con la presencia de los dos pilotos, en un acto especial para conmemorar el 50.º aniversario de la escudería. En líneas generales, constistía una evolución de su predecesor; aunque presentaba cambios en aspectos como los conductos de los frenos o los pontones laterales.

## Reseña de las competiciones del 2013
El McLaren MP4-28 enfrentó un difícil debut en el GP de Australia, el equipo de Woking admitió que realmente no entiende la forma en que el coche se comportó en condiciones de carrera. Jenson Button calificó en décimo lugar, mientras que Checo Pérez inició en el puesto quince. Button y Pérez terminan la carrera en noveno y undécimo puestos respectivamente, en la vuelta del líder, pero a unos ochenta segundos por detrás de ganador de la prueba de Kimi Räikkönen. Después de la carrera el director del equipo Martin Whitmarsh, comentó su deseo de abandonar el MP4-28 y volver a usar el McLaren MP4-27 del año anterior si el equipo piensa que no puede resolver los problemas del MP4-28.
Durante la calificación para el GP de Malasia los ingenieros de McLaren logran mejoras en el MP4-28, con lo que Button y Pérez pasan a la Q3 logrando los puestos 8 y 10 de la parrilla de salida, pero más tarde ambos son beneficiados por una penalización a Kimi Räikkönen por estorbar al Mercedes de Nico Rosberg e iniciaron la segunda carrera del año en el séptimo y noveno puestos respectivamente. Al final de la prueba Checo se ubica en novena posición obteniendo sus primeros puntos del campeonato, mientras que Jenson terminó en decimoséptimo lugar a cinco vueltas del ganador Sebastian Vettel. Como premio de consolación Pérez establece la vuelta rápida en el último giro a un promedio de 201.159 km/h.
En el GP de Baréin el McLaren MP4-28 muestra signos de mejoría de cara a las siguientes carreras en Europa. Pérez regresa a los puntos, inicia en la 12° posición de la parrilla y termina en 6°; mientras que Button arranca en el 10° puesto y concluye en la misma posición. Durante la carrera los pilotos de McLaren tuvieron un feroz duelo en el que se tocaron en un par de ocasiones sin consecuencias para el equipo de Woking, que les permitió competir libremente.
Aún con la falta de competitividad de los coches, el McLaren MP4-28 dejaba una relativa constancia de su rapidez, con dos vueltas rápidas logradas por Sergio Pérez a lo largo de la temporada.
Durante el GP de la India ambos McLaren pasan a la Q3, Pérez en 9° y Button en 10° respectivamente. Checo finaliza la carrera en el quinto puesto, a sólo 4 segundos del podio, con esto logra su mejor resultado de la temporada. Jenson en un mal día concluye décimo cuarto, lejos de los puntos.
Finalmente, McLaren despide una temporada para olvidar logrando sus mejores resultados del año en Brasil, con Button 4º (el mejor resultado del monoplaza) y Pérez 6º. Con 73 puntos obtenidos por Jenson, y 49 por Pérez, McLaren se aupó al 5º lugar en el mundial de constructores.

## Resultados
(Clave) (negrita indica pole position) (cursiva indica vuelta rápida)
| Año     | Motor               | Neu. | N.º | Pilotos       | 1   | 2   | 3   | 4   | 5   | 6   | 7   | 8   | 9   | 10  | 11  | 12  | 13  | 14  | 15  | 16  | 17  | 18  | 19  | Puntos | Pos. |
| ------- | ------------------- | ---- | --- | ------------- | --- | --- | --- | --- | --- | --- | --- | --- | --- | --- | --- | --- | --- | --- | --- | --- | --- | --- | --- | ------ | ---- |
| 2013    | Mercedes FO 108F V8 | P    |     |               | AUS | MYS | CHN | BHR | ESP | MON | CAN | GBR | GER | HUN | BEL | ITA | SIN | RCO | JPN | IND | ABU | USA | BRA | 122    | 5.°  |
| 2013    | Mercedes FO 108F V8 | P    | 5   | Jenson Button | 9   | 17† | 5   | 10  | 8   | 6   | 12  | 13  | 6   | 7   | 6   | 10  | 7   | 8   | 9   | 14  | 12  | 10  | 4   | 122    | 5.°  |
| 2013    | Mercedes FO 108F V8 | P    | 6   | Sergio Pérez  | 11  | 9   | 11  | 6   | 9   | 16† | 11  | 20† | 8   | 9   | 11  | 12  | 8   | 10  | 15  | 5   | 9   | 7   | 6   | 122    | 5.°  |
| Fuente: |                     |      |     |               |     |     |     |     |     |     |     |     |     |     |     |     |     |     |     |     |     |     |     |        |      |